# Colletes pumilus
Colletes pumilus är en biart som beskrevs av Morice 1904. Colletes pumilus ingår i släktet sidenbin, och familjen korttungebin. Inga underarter finns listade i Catalogue of Life.